# Basavanapura, Alur
Basavanapura là một làng thuộc tehsil Alur, huyện Hassan, bang Karnataka, Ấn Độ.